# Tricimba brevipila
Tricimba brevipila är en tvåvingeart som beskrevs av Oswald Duda 1930. Tricimba brevipila ingår i släktet Tricimba och familjen fritflugor. Inga underarter finns listade i Catalogue of Life.